# Església de Sant Climent Sescebes
Església de Sant Climent Sescebes és un temple del municipi de Sant Climent Sescebes (Alt Empordà) inclòs en l'Inventari del Patrimoni Arquitectònic de Catalunya.

## Descripció
Situada dins del nucli urbà de la població de Sant Climent, al bell mig del nucli antic del municipi.
L'església d'una sola nau amb capelles laterals i capçalera semicircular orientada a llevant. La volta de la nau i de l'absis és de canó amb llunetes, tota seguida, i està dividida per quatre arcs torals recolzats damunt pilastres adossades als murs laterals. Les capelles laterals de la banda de tramuntana són força més grans que les de migdia però totes elles estan cobertes amb voltes de canó, exceptuant la primera capella del costat meridional, coberta per una volta d'aresta. Estan obertes a la nau mitjançant arcs rebaixats amb les impostes motllurades. La façana principal, orientada a ponent, presenta una portalada formada per dos arcs de mig punt en degradació, emmarcats amb carreus de pedra i amb les impostes motllurades. Les dovelles de l'arc exterior estan decorades amb boletes, mentre que el timpà presenta una decoració formada per dues testes humanes, enllaçades per dues tiges amb quatre flors cadascuna. Al mig del timpà hi ha la següent inscripció: "ANN 1687". A la llinda es llegeix la següent inscripció: "ENTRAR PARA DIOS ALABAR". Damunt del portal hi ha tres creus llatines i una finestra rectangular emmarcada amb pedra, amb un vitrall decorat. El campanar, situat a la part meridional de la façana, és de base quadrada i està coronat amb una coberta piramidal. Presenta quatre arcades de mig punt bastides amb maons i situades a la part superior de l'estructura.
De l'interior del temple destaquen diverses escultures religioses i dos petits sepulcres de pedra, amb inscripcions gòtiques i escuts, conservats a la capella baptismal. El temple està arrebossat i pintat tant interiorment com exterior.

## Història
El temple va ser bastit durant la segona meitat del segle xvii sobre les restes d'un primitiu temple documentat des del segle x. La data de la façana (1687) fa referència probablement a l'acabament de les obres.
Es tenen notícies que a l'interior temple hi havia una pintura mural del segle xvii, que representava el baptisme de Jesús en el riu Jordà. Fou restaurada però actualment no es troba a l'interior de l'edifici. A l'altar major hi havia un retaule de guix dedicat a Sant Climent i d'altres altars de cronologia moderna repartits per les capelles i dedicats a Santa Llúcia, Sant Josep, Sant Antoni.
Els sepulcres del baptisteri van ser trobats en els anys noranta, en el terreny del costat de l'església, antigament ocupat pel cementiri. Són de cronologia medieval.
L'any 1992 el Departament de Cultura de la Generalitat de Catalunya, conjuntament amb la Diputació de Girona, l'Ajuntament de Sant Climent de Sescebes i el Bisbat de Girona, van endegar un projecte de restauració i consolidació de l'església. El projecte va ser confeccionat per l'arquitecte Ramón M. Castell i LLavanera amb col·laboració dels arquitectes tècnics Elisa Llenas i Torrent i Josep Simon i Motjé, i duta a terme conjuntament amb l'empresa Gratacòs Pujol S.A. de Capmany. Aquestes obres es van dividir en una primera fase, realitzada entre els anys 1992 i 1993, i una segona fase l'any 1995. Entre altres actuacions es va consolidar la volta mitjançant una xapa de formigó armat i la renovació total de les cobertes substituint els embigats. També es va rebaixar el cos superior de la sagristia i es va rematar i consolidar el campanar, facilitant, de la mateixa manera, l'accés a la part superior. Pel que fa a l'interior es van canviar els paviments i el sistema d'il·luminació, es va arrebossar i pintar els paraments de la nau i de les capelles i es consolidà i amplià el cor.